# Districtul Kuçovë

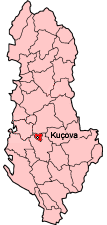
Districtul Kuçovë în Albania

Kuçovë (citit: Cociovă) este un district în Albania.
1. 1 2 3  GeoNames